# Miami Gardens
Miami Gardens är en stad (city) i Miami-Dade County, i delstaten Florida, USA. Enligt United States Census Bureau har staden en folkmängd på 109 680 invånare (2011) och en landarea på 47,2 km².